# Berlin und die Berliner
Berlin und die Berliner ist ein Reiseführer von 1905. Er erschien im J. Bielefelds Verlag in Karlsruhe. Er nennt alle wichtigen Einrichtungen der Stadt, dazu herausragende Persönlichkeiten aus verschiedenen Bereichen.
Das Buch bietet einen guten Einblick in die Reichshauptstadt kurz nach der Jahrhundertwende, die schon von der technischen Moderne geprägt ist, aber noch viele Spuren des vergangenen Jahrhunderts in sich trägt.

## Inhaltsverzeichnis
Was  will  dies  Buch? 3

### I.  Leute.
A.  Physiognomien. 11
B.  Gesellschaft.
- 1.  Hof, 17
- 2. Tout Berlin, 22
- 3. Hochadel, 33
- 4. Militär und Beamtentum,   36
- 5. Landadel, 47
- 6. Moderne Patrizier, 50
- 7. Aristokratie des Zukunftsstaates, 54
- 8. Fremdenkolonie, 56

C.  Berufe.
- 1. Politik, 63
- 2. Wissenschaft, S. 71
- 3. Technik und Großindustrie, 81
- 4. Bildende Kunst, 91
- 5. Musik, 105
- 6. Literatur, 109
- 7. Dramatische Kunst, 132
- 8. Andere Künste, 140
- 9. Boheme, 141
- 10. Mäcene, 144
- 11. Kapitalismus, 145

### II.  Dinge.
- 1. Straßen und Quartiere, 151
- 2. Gebäude, 157
- 3. Kasernen, 170
- 4. Technische Anlagen, 173
- 5. Denkmäler, 183
- 6. Sammlungen, 190
- 7. Bibliotheken, 201
- 8. Presse, 203
- 9. Soziale  Leistungen, 215
- 10. Banken, 222
- 11. Behörden und öffentliche Einrichtungen, 227
- 12. Kirchen und Sekten, 231
- 13. Wissenschaftliche und Lehranstalten, 239,
- 14. Klubs, 252
- 15. Vereine und Kartelle, 255
- 16. Studentenschaft, 261
- 17. Ausstellungen, 262
- 18. Vergnügungen, 264
- 19. Spaziergänge, 271
- 20. Vororte, 273
- 21. Ausflüge, 279
- 22. Ackerbau, Viehzucht und Schiffahrt, 286
- 23. Parlamentarismus, S. 289

### III. Sitten.
- 1. Der Kaiser in Berlin, 293
- 2. Hofrangordnung und Zeremoniell, 302
- 3. Titulaturen, 309
- 4. Dekorationen, 330
- 5. Gesellschaftsformen, 334
- 6. Die Berlinerin, 344
- 7. Geselligkeit im Lokal, 354
- 8. Wo trifft man sich? 359
- 9. Premieren, 366
- 10. Die Sprache, 370

- 11. Festtage, 374
- 12. Sport-Katechismus, 382
- 13. Der Berliner auf Reisen, 390

### IV.  Winke.
- 1. Polizei und Meldewesen, 395
- 2. Wohnung, Miete, Steuern 403
- 3. Bedienung, 416
- 4. Hotels und Pensionen, 426
- 5. Restaurants, 433
- 6. Cafés, Konditoreien, Bars, 440
- 7. Post, Telegraph, Telephon, 444
- 8. Fernbahnen und Reisen, 454
- 9. Verkehrszentren und Verkehrsmittel, 462
- 10. Ein Kapitel, von dem man nicht spricht, 472
- 11. Wo finden Sie Rat und Hilfe? 476
  - a. Feuerwehr, 476
  - b. Diplomatische Missionen, 477
  - c. Konsulate, 480
  - d. Auskunfts- und Beschwerdestellen, 481
  - e. Rechtsanwälte und Notare, 483
  - f. Gerichtsvollzieher, 485
  - g. Ärzte, 485
  - h. Zahnärzte, 488
  - i. Hebammen, 488
  - k. Apotheken, 488
  - l. Tierärzte, 489
  - m. Unfallstationen, 489
  - n. Krankenpflege, 490
  - o. Heilanstalten, 490
  - p. Körper- und Gesundheitspflege, 491
  - q. Unterricht, 492
  - r. Standesämter, 493
  - s. Kindtaufe, 493
  - t. Todesfall, 494
  - u. Unsterblichkeit, 494
- 12. Bezugsquellen, 495

Warum wir Berlin lieben, 504
Anhang: Literarische Anzeigen

## Ausgaben
Das Buch wurde von mehreren Autoren verfasst, die jedoch nicht namentlich genannt wurden.
- Berlin und die Berliner. Leute, Dinge, Sitten, Winke. Karlsruhe (Baden), J. Bielefelds Verlag 1905 Digitalisat
- Reprint, Salzwasser 2011 Auszüge
- Reprint, Dogma 2012 Auszüge

## Weitere Handbücher
- Berliner Adreßbuch, 1905[1]
- München und die Münchener. Leute. Dinge. Sitten. Winke. J. Bielefelds Verlag Karlsruhe 1905